# Slatinná louka u Velenky (přírodní památka)
Slatinná louka u Velenky je přírodní památka v obci Hradištko v okrese Nymburk. Byla vyhlášena 21. října 2014 v překryvu se stejnojmennou evropsky významnou lokalitou a v sousedství se nachází také (stejnojmenná) národní přírodní památka Slatinná louka u Velenky.
Předmětem ochrany jsou bezkolencové louky na vápnitých, rašelinných nebo hlinito-jílovitých půdách. Na blízké národní přírodní památce se vyskytují evropsky významné druhy lněnka bezlistenná (Thesium ebracteatum) a mečík bahenní (Gladiolus palustris) a účelem přírodní památky je mimo jiné poskytnout nový potenciální biotop pro rozrůstání těchto rostlin. Na západní straně je lokalita odvodňována Velenským potokem.